# كأس روسيا لكرة القدم 2015–16
كأس روسيا لكرة القدم 2015–16 (بالروسية: Кубок России по футболу 2015/2016)‏ هو موسم من كأس روسيا لكرة القدم. أقيم خلال الفترة 15 يوليو 2015 وحتى مايو 2016، وفاز فيه زينيت سانت بطرسبرغ.